# Jordi Valor i Serra
Jordi Valor i Serra (Alcoi, l'Alcoià, 12 d'octubre de 1908 - Alcoi, Alcoià, 30 de setembre de 1984) va ser un escriptor valencià.